# Марининский сельсовет
Марининский сельсовет — сельское поселение в Курагинском районе Красноярского края.
Административный центр — село Маринино.
В 1989 году из Марининского сельсовета был выделен Детловский сельсовет.

## Население
| 2010 | 2012  | 2013  | 2014  | 2015  | 2016  | 2017  |
| ---- | ----- | ----- | ----- | ----- | ----- | ----- |
| 1313 | ↘1299 | ↘1279 | ↘1275 | ↘1251 | ↗1257 | ↘1253 |

## Состав сельского поселения
В состав сельского поселения входят 3 населённых пункта:
| № | Населённый пункт | Тип населённого пункта       | Население |
| - | ---------------- | ---------------------------- | --------- |
| 1 | Байдово          | посёлок                      | 431       |
| 2 | Маринино         | село, административный центр | 686       |
| 3 | Прудный          | посёлок                      | 196       |

## Местное самоуправление
Марининский сельский Совет депутатов
Дата избрания: 14.03.2010. Срок полномочий: 5 лет. Количество депутатов: 10
Глава муниципального образования
- Матросов Александр Владимирович. Дата избрания: 14.03.2010. Срок полномочий: 5 лет